# Comuna Solonț, Bacău
Solonț este o comună în județul Bacău, Moldova, România, formată din satele Cucuieți, Sărata și Solonț (reședința).

## Așezare
Comuna se află în nord-vestul județului, pe cursul superior al râului Solonț. Este străbătută de șoseaua județeană DJ117A, care o leagă spre sud de Măgirești (unde se termină în DN2G) și spre sud-est de Ardeoani (unde se termină tot în DN2G).

## Demografie
Componența etnică a comunei Solonț
     Români (93,86%)
     Alte etnii (0%)
     Necunoscută (6,14%)
Componența confesională a comunei Solonț
     Ortodocși (91,22%)
     Romano-catolici (1,48%)
     Alte religii (1,16%)
     Necunoscută (6,14%)
Conform recensământului efectuat în 2021, populația comunei Solonț se ridică la 3.109 locuitori, în scădere față de recensământul anterior din 2011, când fuseseră înregistrați 3.298 de locuitori. Majoritatea locuitorilor sunt români (93,86%), iar pentru 6,14% nu se cunoaște apartenența etnică. Din punct de vedere confesional, majoritatea locuitorilor sunt ortodocși (91,22%), cu o minoritate de romano-catolici (1,48%), iar pentru 6,14% nu se cunoaște apartenența confesională.

## Politică și administrație
Comuna Solonț este administrată de un primar și un consiliu local compus din 13 consilieri. Primarul, Eusebiu Alexandrescu[*], de la Partidul Social Democrat, este în funcție din 2012. Începând cu alegerile locale din 2024, consiliul local are următoarea componență pe partide politice:
|  | Partid                          | Consilieri | Componența Consiliului | Componența Consiliului | Componența Consiliului | Componența Consiliului | Componența Consiliului | Componența Consiliului | Componența Consiliului | Componența Consiliului |
|  | ------------------------------- | ---------- | ---------------------- | ---------------------- | ---------------------- | ---------------------- | ---------------------- | ---------------------- | ---------------------- | ---------------------- |
|  | Partidul Social Democrat        | 8          |                        |                        |                        |                        |                        |                        |                        |                        |
|  | Alianța pentru Unirea Românilor | 2          |                        |                        |                        |                        |                        |                        |                        |                        |
|  | Uniunea Salvați România         | 2          |                        |                        |                        |                        |                        |                        |                        |                        |
|  | Partidul Național Liberal       | 1          |                        |                        |                        |                        |                        |                        |                        |                        |

## Istorie
La sfârșitul secolului al XIX-lea, comuna făcea parte din plasa Tazlăul de Sus a județului Bacău și era formată din satele Solonț, Cucuieți, Chiliile, Sărata și Tazlăul, având în total 2265 de locuitori. În comună funcționau o școală mixtă deschisă în 1868 la Solonț, și trei biserici (la Solonț, Cucuieți și Sărata). Anuarul Socec din 1925 o consemnează în plasa Comănești a aceluiași județ, având 2206 locuitori în satele Solonț, Cucuieți și Baia de Petrol.
În 1950, a trecut în administrarea raionului Moinești din regiunea Bacău. În 1968, a revenit la județul Bacău, reînființat, și a căpătat structura actuală.

## Monumente istorice
Singurul obiectiv din comuna Solonț inclus în lista monumentelor istorice din județul Bacău ca monument de interes local este biserica de lemn „Sfinții Voievozi” din cimitirul satului Cucuieți, biserică ridicată în 1749 și refăcută în 1808. Ea este clasificată ca monument de arhitectură.